# Nullarbor-Bartagame
Die Nullarbor-Bartagame (Pogona nullarbor, Syn.: Amphibolurus nullarbor) ist eine Art der Bartagamen, die endemisch in der Nullarbor-Wüste und angrenzenden Gebieten im südwestlichen Australien vorkommt. Die Art wird als selten aber nicht unmittelbar bedroht angesehen.
Die Art wird außerhalb Australiens aufgrund strenger Ausfuhrbestimmungen selten terraristisch gehalten.

## Beschreibung
Die Nullarbor-Bartagame ist eine mittelgroße Art mit einer Kopfrumpflänge von etwa 14 cm und 20 cm Schwanzlänge. Die Art ist rotbraun oder orangebraun gefärbt mit weißen Querstreifen auf dem Rücken und 3–7 Reihen von Stachelschuppen am Körper.
Die Tiere werden nach einem halben bis einem Jahr geschlechtsreif. Die Weibchen legen mehrmals im Jahr jeweils 14–20 Eier, aus denen die Jungen nach einer Inkubationszeit von etwa 80 Tagen schlüpfen.